# 克藍瑪對克藍瑪
《克莱默夫妇》（英語：Kramer vs. Kramer）是一部1979年的美国电影，影片由罗伯特·本顿根据艾弗瑞·科曼的同名小说改编并导演，讲述了一个家庭因妻子出走而发生的变故，突出表现父亲与儿子之间的感情，深入反映了单亲家庭的日常生活，同时也对1970年代美國社会有一定程度的讽刺。影片在第52届奥斯卡奖角逐中获得9项提名，并最终拿下最佳影片、导演、最佳男主角、最佳女配角、最佳改编劇本5项大奖。

## 劇情大綱
泰德·克拉瑪是位工作狂式的廣告業執行製作人，深受器重的他被安排開始負責一位重要客戶。泰德回到家後立刻和妻子喬安娜分享這個好消息，卻發現她要離開自己和兩人的兒子比利。泰德和比利因此針鋒相對，因為泰德沒有多餘的心力照顧比利，而想念母親的比利也對泰德不滿，經過數個月的相處，兩人才逐漸建立父子關係。
泰德和鄰居瑪格麗特成為好友，瑪格麗特是單親媽媽，她曾建議喬安娜，如果感到不開心就離開泰德。某日，泰德和瑪格麗特坐在公園看孩子玩耍，比利不小心從立體格子鐵架上摔下，臉部嚴重受傷，泰德抱著比利在車陣中狂奔，把他送到醫院搶救，並不斷鼓勵他。
在喬安娜離開15個月後，她回到紐約並試圖獲得比利的監護權。在法庭上，泰德和喬安娜都沒有準備好面對他們的律師對對方發動的人格謀殺，瑪格麗特被迫作證表示自己曾建議喬安娜在她不開心時可以離開泰德，不過她也向喬安娜表示泰德已經有所改變。泰德原本的年薪是33000美金，但他因為難以兼顧家庭和事業而被解雇，並在法庭上承認這一點。喬安娜在法庭上表示自己作為運動服裝設計師的年薪是31000美金，而泰德則被迫承認自己新工作的年薪是28200美金。
法院將監護權判給喬安娜，此判決的根據是幼年原則。泰德對判決結果很沮喪，本想提出上訴，但他的律師表示費用不斐。比利不得不在之後的判決中出面，泰德無法忍受自己的孩子遭受如此折磨，便決定放棄爭奪監護權。
在比利準備搬去喬安娜住處的那天早上，泰德和比利一起做早餐，和喬安娜離開後第一天早上泰德嘗試做的那頓早餐菜色相似，他們溫柔地擁抱彼此。喬安娜用對講機叫泰德下樓，並告訴他自己是多麼愛比利，但卻知道比利真正的家在泰德這裡，因此他不會爭取孩子的監護權。她問泰德能不能上樓見比利，泰德同意了，並讓她獨自上樓。進電梯後，喬安娜擦了擦淚水，問前夫「我看起來怎麼樣？」，泰德答「太棒了」。

## 演员表
- 达斯汀·霍夫曼饰Ted Kramer
- 梅丽尔·斯特里普饰Joanna Kramer
- 贾斯汀·亨利饰Billy Kramer
- 简·亚历山大饰Margaret Phelps
- 喬貝絲·威廉斯饰Phyllis Bernard

## 制作
片中由梅丽尔·斯特里普出演的妻子喬安娜一角，原本是打算由凯特·杰克逊来扮演的。但由于当时她正在参加电视剧集《霹靂嬌娃》（"Charlie's angels"，港译《神探俏娇娃》）的演出，并且制片人表示如果她去出演这部电影，他们无法重新安排拍摄计划，因此她最终选择退出了本片的演出。
而梅丽尔·斯特里普原被安排的角色，是片中男主角的一位同事，之后並与其有过一夜情的菲莉絲·伯納德（Phyllis Bernard）。最终由于她替换凯特飾演喬安娜，因此该角色也改为由乔贝兹·威廉斯饰演。

## 反响
影片获得了评论界的普遍好评，在烂蕃茄上的好评度达88%。《芝加哥太阳报》著名影评人罗杰·艾伯特给予本片4星（最高为4星）的高度评价，他特别赞扬了罗伯特·本顿根据原小说所改编的剧本：“他所塑造的角色并不仅仅只是从言语上，而且从行为上，都可以让人真实地了解他们的想法和动机，而这正是《克莱默夫妇》如此感人的真正原因，我们观看这部电影时，可以真正身临其境般地对片中人物感同身受。”

## 文化影响
《克莱默夫妇》反映了上世纪70年代时，美国社会普通家庭中，传统父亲和母亲形象和职能的转变。该片由于在对待夫与妻两个角色并描绘其观点时完全平等，不偏不倚而受到了普遍赞誉。
美国著名的搞笑杂志《疯狂》杂志将本片的片名"Kramer vs. Kramer"恶搞为"Crymore vs. Crymore"（《继续哭吧继续哭吧》）。
1995年，印度拍摄了一部根据本片改编的音乐剧电影《激情代价》，由阿米尔·汗执导并主演，同时主演的还有瑪妮莎·柯伊拉臘。

## 获奖及提名
影片获5项奥斯卡奖，另有31项其它奖项及15项提名。
美国影艺协会（American Film Institute，简称AFI）百年电影史系列评选名单：
- AFI百年电影史百大经典电影 - 提名[6]
- AFI百年电影史百大经典电影十周年版 - 提名[7]
- AFI十大类型电影十大佳片 - 法庭片类第3名

| 分类                       | 奖项                     | 提名人          | 结果 |
| -------------------------- | ------------------------ | --------------- | ---- |
| 第52届奥斯卡奖             | 最佳影片                 |                 | 获奖 |
| 第52届奥斯卡奖             | 最佳导演                 | 罗伯特·本顿     | 获奖 |
| 第52届奥斯卡奖             | 最佳男主角               | 达斯汀·霍夫曼   | 获奖 |
| 第52届奥斯卡奖             | 最佳原著改编             | 罗伯特·本顿     | 获奖 |
| 第52届奥斯卡奖             | 最佳男配角               | 贾斯汀·亨利     | 提名 |
| 第52届奥斯卡奖             | 最佳女配角               | 简·亚历山大     | 提名 |
| 第52届奥斯卡奖             | 最佳女配角               | 梅丽尔·斯特里普 | 获奖 |
| 第52届奥斯卡奖             | 最佳摄影                 |                 | 提名 |
| 第52届奥斯卡奖             | 最佳剪辑                 |                 | 提名 |
| 第34届英国电影学院奖       | 最佳影片                 |                 | 提名 |
| 第34届英国电影学院奖       | 最佳导演                 | 罗伯特·本顿     | 提名 |
| 第34届英国电影学院奖       | 最佳男主角               | 达斯汀·霍夫曼   | 提名 |
| 第34届英国电影学院奖       | 最佳女主角               | 梅丽尔·斯特里普 | 提名 |
| 第34届英国电影学院奖       | 最佳编剧                 | 罗伯特·本顿     | 提名 |
| 第34届英国电影学院奖       | 最佳剪辑                 |                 | 提名 |
| 第6届凯撒奖                | 最佳外语片               | 罗伯特·本顿     | 提名 |
| 意大利电影金像奖           | 最佳外语片               | 罗伯特·本顿     | 获奖 |
| 意大利电影金像奖           | 最佳外国男演员           | 达斯汀·霍夫曼   | 获奖 |
| 意大利电影金像奖           | 特别奖                   | 贾斯汀·亨利     | 提名 |
| 第37届金球奖               | 最佳影片（正剧类）       |                 | 获奖 |
| 第37届金球奖               | 最佳导演                 | 罗伯特·本顿     | 提名 |
| 第37届金球奖               | 最佳电影男主角（正剧类） | 达斯汀·霍夫曼   | 获奖 |
| 第37届金球奖               | 最佳编剧                 | 罗伯特·本顿     | 获奖 |
| 第37届金球奖               | 最佳电影男配角           | 贾斯汀·亨利     | 提名 |
| 第37届金球奖               | 最佳电影女配角           | 简·亚历山大     | 提名 |
| 第37届金球奖               | 最佳电影女配角           | 梅丽尔·斯特里普 | 获奖 |
| 第37届金球奖               | 最佳年度电影新人         | 贾斯汀·亨利     | 提名 |
| 日本电影金像奖             | 最佳外语片               | 罗伯特·本顿     | 获奖 |
| 蓝丝带奖                   | 最佳外语片奖             | 罗伯特·本顿     | 获奖 |
| 美国导演工会               | 杰出电影导演             | 罗伯特·本顿     | 获奖 |
| 报知电影奖                 | 最佳国际电影             | 罗伯特·本顿     | 获奖 |
| 1979年堪萨斯市影评人协会奖 | 最佳影片                 | 罗伯特·本顿     | 获奖 |
| 1979年堪萨斯市影评人协会奖 | 最佳导演                 | 罗伯特·本顿     | 获奖 |
| 1979年堪萨斯市影评人协会奖 | 最佳男主角               | 达斯汀·霍夫曼   | 获奖 |
| 1979年堪萨斯市影评人协会奖 | 最佳女配角               | 梅丽尔·斯特里普 | 获奖 |
| 1979年洛杉矶影评人协会奖   | 最佳影片                 | 罗伯特·本顿     | 获奖 |
| 1979年洛杉矶影评人协会奖   | 最佳导演                 | 罗伯特·本顿     | 获奖 |
| 1979年洛杉矶影评人协会奖   | 最佳男主角               | 达斯汀·霍夫曼   | 获奖 |
| 1979年洛杉矶影评人协会奖   | 最佳女配角               | 梅丽尔·斯特里普 | 获奖 |
| 1979年国家评论协会奖       | 年度十大佳片             | 罗伯特·本顿     | 获奖 |
| 1979年国家评论协会奖       | 最佳女配角               | 梅丽尔·斯特里普 | 获奖 |
| 1979年国家影评人协会奖     | 最佳影片                 | 罗伯特·本顿     | 提名 |
| 1979年国家影评人协会奖     | 最佳导演                 | 罗伯特·本顿     | 获奖 |
| 1979年国家影评人协会奖     | 最佳男主角               | 达斯汀·霍夫曼   | 获奖 |
| 1979年国家影评人协会奖     | 最佳女配角               | 简·亚历山大     | 提名 |
| 1979年国家影评人协会奖     | 最佳女配角               | 梅丽尔·斯特里普 | 获奖 |
| 1979年纽约影评人协会奖     | 最佳影片                 | 罗伯特·本顿     | 获奖 |
| 1979年纽约影评人协会奖     | 最佳导演                 | 罗伯特·本顿     | 提名 |
| 1979年纽约影评人协会奖     | 最佳男主角               | 达斯汀·霍夫曼   | 获奖 |
| 1979年纽约影评人协会奖     | 最佳女配角               | 简·亚历山大     | 提名 |
| 1979年纽约影评人协会奖     | 最佳女配角               | 梅丽尔·斯特里普 | 获奖 |
| 美国编剧工会奖             | 最佳改编剧本             | 罗伯特·本顿     | 提名 |
| 第2届青年艺术家奖          | 最佳年轻男演员           | 贾斯汀·亨利     | 获奖 |